# Osservatorio Sproul
L'Osservatorio Sproul  è stato un osservatorio astronomico di proprietà e gestito dallo Swarthmore College, un istituto per studi umanistici privato situato a Swarthmore in Pennsylvania, Stati Uniti. Fu intitolato a William Cameron Sproul, imprenditore e politico quacchero americano già senatore al momento della fondazione e che divenne in seguito il 27º governatore della Pennsylvania.

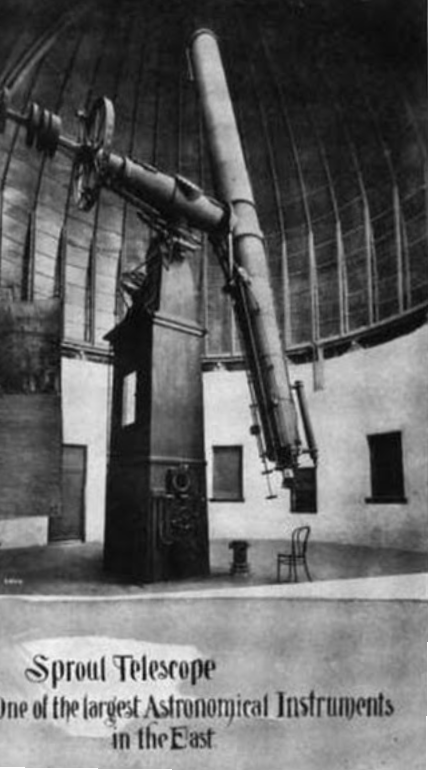
Il telescopio rifrattore da 24"

## Fondazione e storia
Nel 1907, William Cameron Sproul comunicò al consiglio di amministrazione dello Swarthmore College il suo desiderio di donare dei fondi per l'acquisto di attrezzature al fine di dotare la struttura di un osservatorio astronomico. Sproul, uomo d'affari di successo, si laureò al Swarthmore nel 1891 e al tempo era fiduciario del college. Al momento della donazione deteneva la carica di senatore dello stato della Pennsylvania per il 9º distretto.
Sua raccomandazione fu che l'equipaggiamento comprendesse un telescopio rifrattore di non meno di 24" (60 cm) di apertura ed una dotazione accessoria minima tale da consentire di effettuare ricerca astronomica di qualità. L'amministrazione del college contattò così l'azienda John A. Brashear House and Factory fondata dall'astronomo e costruttore di strumenti astronomici e scientifici John Brashear che fornì lo strumento principale oltre a componenti per accoppiature fotografiche e di misurazione. Il telescopio con annessa cupola fu terminato nel 1908 mentre le lenti furono consegnate solo tre anni più tardi, a seguito di contrattempi dovuti ad errori di affinazione delle medesime. Nel 1913, quando pienamente operativo, l'osservatorio divenne il più grande della costa orientale degli Stati Uniti e uno dei più grandi al mondo, sebbene i limiti di un telescopio rifrattore sarebbero presto emersi e tale tecnologia sarebbe stata soppiantata da strumenti riflettori.
Nel 2009, lo Swarthmore College ha aggiunto l'Osservatorio Peter van de Kamp  al proprio dipartimento scientifico di nuova costruzione. La nuova struttura era dotata di un telescopio riflettore da 24" tecnologicamente più avanzato del rifrattore in uso allo Sproul e che sostituì quindi quest'ultimo che gradualmente fu utilizzato ai soli fini educativi e di sensibilizzazione del pubblico.
Alcuni anni dopo, nel 2017, il telescopio è stato smantellato e trasferito nei pressi di un noto grande magazzino di Bentonville, in Arkansas, per essere restaurato, aggiornato e utilizzato per la divulgazione pubblica. La corposa collezione di libri dell'osservatorio Sproul è stata donata al Magdalena Ridge Observatory, situato nel New Mexico.

## Controversie inerenti a scoperte di esopianeti
La notorietà dello Sproul è essenzialmente collegata alla scoperta, dichiarata e poi confutata, di alcuni corpi esoplanetari. Sotto la direzione dell'astronomo Peter van de Kamp, vennero fatti diversi annunci concernenti scoperte di sistemi planetari basati su rilevazioni astrometriche usando le lastre fotografiche realizzate con il telescopio rifrattore da 24 pollici (60 cm).
Si è scoperto in seguito che tali piastre difettavano di un errore sistematico che fu erroneamente interpretato come l'influenza di un sistema planetario sulla stella madre. Questo errore è stato identificato già nel 1973 e confermato dall'osservatorio stesso negli anni '80 ad opera di Wulff-Dieter Heintz, astronomo tedesco che subentrò a de Kamp nella direzione della struttura. Di notevole risonanza nell'ambiente della ricerca astronomica sono state le asserzioni di de Kamp, poi confutate, inerenti a un pianeta e successivamente a due, supposti orbitanti intorno alla Stella di Barnard che l'astronomo olandese avrebbe scoperto rilevando delle minuscole perturbazioni nel moto proprio della stella.